# Ricky Swallow
Pour les articles homonymes, voir Swallow.
Ricky Swallow, né en 1974 à San Remo (au sud de l'État du Victoria, Australie), est un sculpteur qui travaille et réside à Los Angeles,.

## Biographie
R. Swallow sort diplômé du secteur dessin de la Victorian College of the Arts en 1996,.
Plus tard, il est sélectionné pour être le représentant australien à la Biennale de Venise en 2005.
Il participe à de nombreuses expositions, notamment au P.S.1 (New-York, 2006), à The Douglas Hyde Gallery (Dublin, 2007), le Yokohama Museum of Art et la National Gallery of Australia (Canberra, 2009),.

## Images
- Salad days 2005
- Flying on the ground is wrong 2006
- Tusk 2007
- History of holding 2007
- One nation underground 2007
- Bowman’s record 2008
- Caravan 2008